# Attractivité d'un territoire
Pour les articles homonymes, voir Attractivité.
L'attractivité d'un territoire est un concept (et une mesure) multidisciplinaire d'aménagement du territoire, au carrefour de l'économie du développement, de l'économie financière, du droit comparé et de la science politique. Sa mesure cherche à quantifier et comparer l'attrait relatif de différents territoires concurrents, généralement pour des flux d'investissements, en les évaluant quantitativement et qualitativement sur une série de variables telles que la croissance du PIB, le taux d'imposition, le rapatriement des capitaux, la qualité de la main d'œuvre et de l'environnement, ou encore la stabilité politique. Pour Nathalie Fabry (2009), l'attractivité territoriale « repose sur trois piliers — le tissu productif, le tissu résidentiel et le tissu touristique — qui sont inégalement valorisés puisque le tourisme est souvent négligé ce qui n'est pas le cas du volet économique et productif ».
L'attractivité territoriale, souvent recherchée pour stimuler l'économie locale, génère en effet un ensemble d'effets négatifs de plus en plus documentés dans la littérature scientifique. Les impacts sont multidimensionnels, touchant l'environnement, la qualité de vie des habitants et même la cohésion sociale.

## Mesure de l'attractivité territoriale
Les critères censés renforcer l'attractivité d'un territoire sont nombreux :
- des infrastructures modernes, notamment  un bon réseau, bien interconnecté (multimodal) de desserte (routes, canaux, voies ferrées, métro, tram, axes piétons, cyclistes...)[3] ;
- l'offre d'emploi d'une part, et dans certains cas la présence d'une main-d'œuvre qualifiée ou au contraire peu qualifiée mais "bon marché" ;
- la sécurité des biens et personnes (avec des exceptions quand les migrations sont contraintes) ;
- une météo clémente (cf héliotropisme) ;
- la proximité de ressources naturelles accessibles, incluant les aménités (qualité de vie) et les espaces touristiques[4] ;
- une fiscalité jugée favorable ;
- la présence et l'accessibilité de nombreux services, sociaux, médicaux, culturels administratifs ;
- des avantages construits (environnement législatif, stabilité macroéconomique et institutionnelle)[5] ;
- la densité importante d'établissements d'enseignement supérieur (sauf quand ils ont été "délocalisés" dans des zones périurbaines peu attractives) ;
- une industrie touristique structurée et concurrentielle[6],[2].

D'autres critères affaiblissent en général l'attractivité d'un territoire ou découlent d'une faible attractivité,
- les coûts de la main-d'œuvre (pour les entreprises cherchant une main-d'œuvre peu qualifiée) ;
- l'insécurité (dont insécurité juridique) ;
- une géographie peu avantageuse ;
- la présence ou le danger de crise ou conflits ou de manque de ressource (eau en particulier) ;
- forte proportion de logements anciens ou insalubres (sauf contexte de migration contraintes) ;
- villes de grande taille (en nombre d'habitants, souvent caractérisées par des migrations contraintes) ;

## La perception de l'attractivité territoriale
- Elle est relative à l'époque considérée. Par exemple un territoire de type Bassin minier pouvait être très attrayant au XIXe siècle, ne plus l'être lors des grandes crises de la sidérurgie et de la carbochimie et le redevenir après requalification et verdissement des friches industrielles.
- Elle varie selon le type d'acteur économique.
- Ainsi, pour un industriel, une guerre civile sera un facteur diminuant l'attractivité d'une zone, alors qu'elle sera un facteur augmentant l'attractivité pour un marchand d'armes.

Malgré une certaine part de subjectivité, la plupart des acteurs économiques s'entendent sur les critères de l'attractivité. Certains organismes essayent de classer les pays ou les territoires en fonction d'indicateurs d'attractivité, par exemple en mesurant les investissements directs étrangers sur un territoire.  Toutefois, la mesure dépendra ici encore du type d'acteur à qui elle s'adresse.
Les critères d'attractivité sont en fait souvent confondus avec les facteurs de localisation, soit des variables qui agissent habituellement sur les décisions de localisation des entreprises ou des personnes.

### Rôle des investisseurs institutionnels
Une étude comparative conduite par le Forum Mondial des Fonds de Pension portant sur 10 pays (dont les États-Unis, l’Angleterre, l’Allemagne, la France et la Chine) a démontré que bien qu’elle contribue à définir l’attractivité à long terme d’un territoire, la qualité des infrastructures ne suffisait pas, à elle seule, à motiver les choix d’investissement des grands détenteurs d’actifs institutionnels.
Les deux facteurs les plus déterminants aux yeux des investisseurs institutionnels semblent être la sécurité juridique (ou « stabilité juridico-politique ») et les perspectives de croissance économique à long terme du territoire considéré (Firzli 2011).

## Attractivité relative et compétitivité
Un nombre grandissant d’économistes considèrent qu’une partie des pays d’Europe Occidentale est désormais “à la traîne”, loin derrière les économies les plus dynamiques d’Asie- notamment du fait que ces dernières ont su adopter et mettre en œuvre des politiques de développement ambitieuses plus propices aux investissements à long terme: “les pays qui réussissent comme Singapour, l’Indonésie et la Corée du Sud ont gardé en mémoire les mécanismes d’ajustement macroéconomiques douloureux qui leur ont été imposés abruptement par le FMI et la Banque mondiale pendant la ‘Crise Asiatique’ de 1997-1998 […] Le niveau de développement qu’ils ont atteint au cours des dix dernières années est d’autant plus remarquable qu’ils ont dans une large mesure abandonné le “consensus de Washington” (la perspective néolibérale dominante fondée sur la réduction des salaires, la baisse des cotisations patronales et le gel des investissements en infrastructure) pour investir massivement dans des projets d’infrastructures publiques ambitieux […] Cette approche pragmatique s’est avérée être particulièrement payante”

## En France

### Attractivité des plus grandes agglomérations
- Etude de 2010 sur sur l'attractivité pour la période 1995 à 2006 des 100 plus grandes agglomérations françaises

, réalisée par le Crédit foncier de France et de l'Université Paris-Dauphine, évaluées via leur solde migratoire et 200 caractéristiques urbaines confirme la tendance à l'héliotropisme : hormis quelques exceptions, les villes du sud (comme Bordeaux, Toulouse ou Montpellier) et de l'ouest (comme Nantes et Rennes) sont globalement plus attractives que celles du nord de la France, phénomène qui selon certains prospectivistes pourrait changer dans les décennies à venir si le réchauffement climatique et l'occurrence et la gravité des canicules continuent à progresser.

### Attractivité touristique
Il faut toutefois distinguer entre différents types d'attractivité, touristique ou résidentielle par exemple, car ils n'ont pas les mêmes cibles et peuvent donc entrer en conflit. Les études de l'économiste français Laurent Davezies (La République et ses  territoires. La circulation invisibles des richesses) démontrent bien qu'en voulant attirer trop de touristes en Île-de-France, on risque de faire partir les résidents, l'arrivée massive de touristes induisant une augmentation du coût de la vie, mais pas forcément une amélioration de sa qualité. Outre océan, les travaux de Sharon Zukin sur les effets des politiques culturelles dans le but de rendre une ville attractive, ont montré leurs limites: une standardisation de ces nouveaux espaces dits de consommation(on attire en effet des consommateurs potentiels) et un phénomène de gentrification (départ des populations les plus.modestes)
La notion d'offre territoriale (PhilippeThiard) est une garantie pour l'attractivité d'un territoire. Le projet urbain (Patrizia Ingallina) peut aussi être vu comme offre territoriale globale capable de valoriser l'identité d'un territoire à travers la construction d'une image marketing. L'attractivité d'un territoire concerne en effet aussi les espaces de la ville, son patrimoine, ses services, sa vie locale et son ambiance. Son but est d'attirer des flux globaux, de touristes, visiteurs, résidents...La compétitivité d'un territoire quant à elle, liée essentiellement à la capacité de produire d'un territoire, sa productivité, peut se mesurer à  plus grande échelle (région, nation) et sa cible sont les flux monétaires.
Le plus difficile étant de retenir les présences (entreprises et résidents) qui ne sont pas conditionnées par les mêmes facteurs.

### Attractivité par rapport aux autres pays européens
- Etude de 2015. L'attractivité économique de la France par rapport aux autres pays européens fluctue selon les époques, selon les sources citées et selon les indicateurs choisis. Selon les auteurs de l'étude, « les décideurs internationaux sont rebutés par nos impôts et charges, sans compter un droit du travail jugé trop lourd. »[9], elle aurait été en baisse entre 2006 et 2015, avec 16 % des implantations étrangères en 2006 puis 12 % en 2015, son plus bas niveau historique. En nombre d’emplois, la part de l’Hexagone ne serait même plus que de 6 % en 2015. Demeurant au troisième rang européen en nombre de projets, le pays attire essentiellement des investissements de petite taille (agences commerciales, bureaux de représentation) et « très peu de nouvelles usines ».
- Etude de 2018. Selon un autre étude, après plusieurs années de stagnation, l'indice d'attractivité du territoire du "Comité national des conseillers du commerce extérieur de la France" a progressé de 4 points en 2018, atteignant la note de 64/100[10].
- Etude de 2024. En mai 2024, une troisième étude, le baromètre sur l’attractivité de la France du cabinet Ernst & Young plaçant l’Hexagone en tête des pays les plus attractifs en Europe en raison de 1194 projets d’investissements étrangers en 2023, contre 985 au Royaume-Uni et 733 en Allemagne, "formulation reprise par de nombreux médias", a été critiqué dans une tribune au « Monde de l’économiste Lucas Chancel, professeur associé à Sciences Po et à la Harvard Kennedy School[11]. Il souligne que les projets d’investissements étrangers en France ne sont associés qu'à 39773 créations d’emploi[11], soit seulement  0,13 % de la population active française[11], ne plaçant le pays qu'en troisième position "derrière le Royaume-Uni et l’Espagne"[11] et même en huitième position une fois rapporté à la taille du pays, derrière le Portugal, la Serbie, l’Irlande, la Hongrie, l’Espagne, le Royaume-Uni et la Grèce[11]. Il rappelle que selon les chiffres de l’Insee et du Bureau international du travail (BIT), il y a eu 142000 chômeurs de plus en 2023 en France[11], trois fois et demie plus que de nouveaux emplois liés aux investissements étrangers[11]. L'économiste rappelle aussi les liens étroits entre cabinets de conseil t gouvernements[11], notamment en France par le recours revendiqué à eux[11], "dont EY est l’un des plus célèbres représentants"[11], et qui a commenté ses propres chiffre en les présentant comme un succès "fruit des vagues successives de réformes, qui se sont accélérées ces dix dernières années"[11].